# Grup social

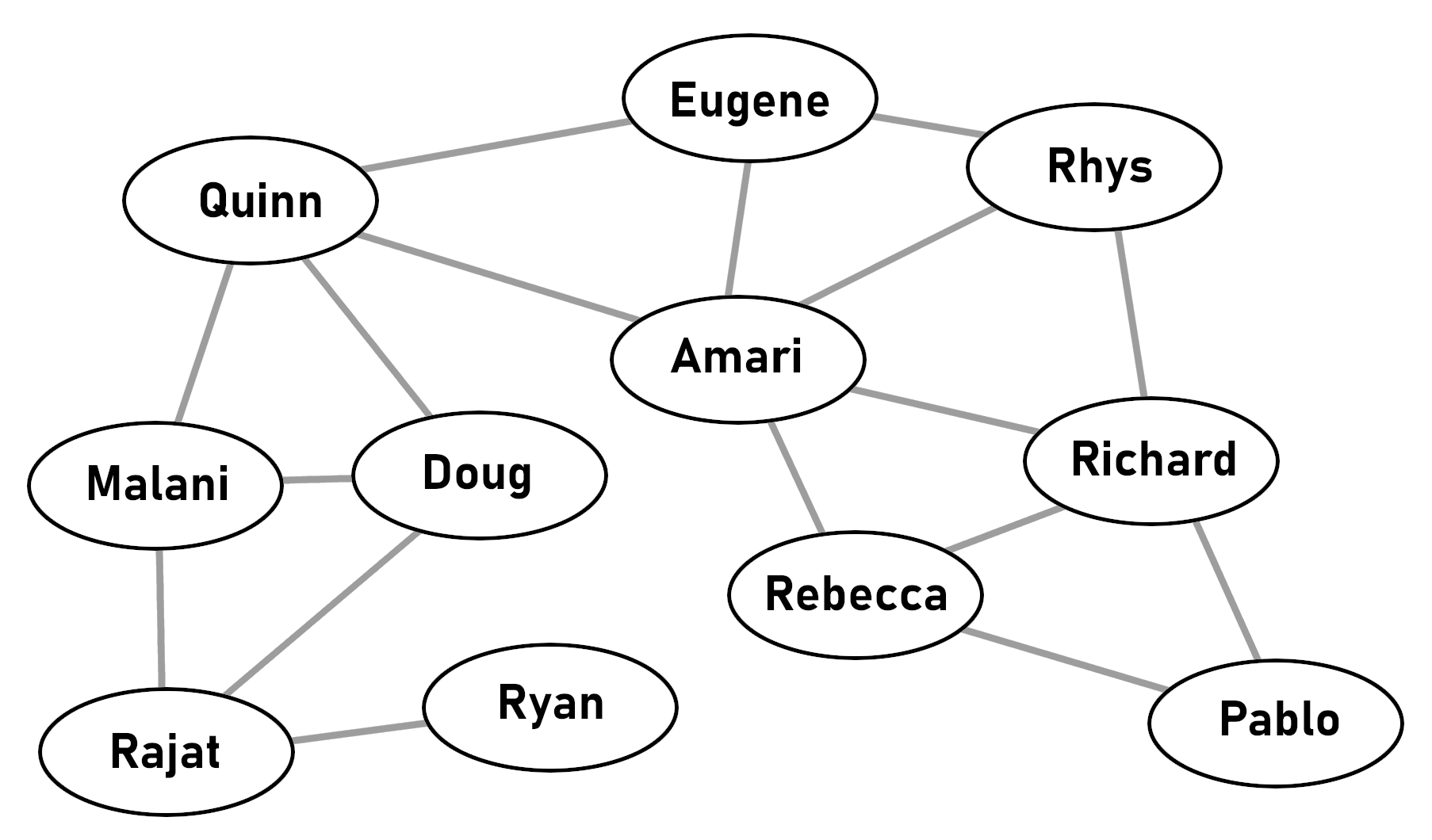
Les relacions socials connecten entre si persones formant grups.

Un grup social és un conjunt de persones unides per una xarxa de relacions socials més o menys estable, amb interacció recíproca, consciència de grup, valors compartits, estabilitat i identificació social. o bé per uns esquemes de conducta semblants o per a la realització d’una acció concreta.
El grup es defineix de forma conscient o no amb una identitat comuna que el diferencia d'altres grups, tot i que una mateixa persona sol formar part de diferents grups alhora. De fet, al llarg de la vida cada individu forma part de diversos grups.

## Característiques

### Cohesió social
Un grup social exhibeix un cert grau de cohesió social i és més que un simple agregat d'individus com per exemple les persones que esperen en una parada d'autobús. Les característiques compartides pels membres d'un grup poden incloure interessos, valors, representacions, ètnia, elements socials o vincles de parentiu. Els vincles de parentiu són un vincle social basat en l'ascendència comuna, el matrimoni o l'adopció. En una línia similar, alguns investigadors consideren la característica definitòria d'un grup com la interacció social. Segons el nombre de Dunbar, de mitjana, les persones no poden mantenir relacions socials estables amb més de 150 individus. Aquestes són relacions en què l'individu coneix totes les persones i sap com cada persona es relaciona amb les altres.
El psicòleg social Muzafer Sherif va proposar definir una unitat social com una sèrie d'individus que interactuen entre si respecte a:
- Motius i objectius grupals.
- Una divisió acceptada del treball, és a dir, dels rols.
- Relacions d'estatus establertes.
- Normes i valors acceptats sobre assumptes rellevants per al grup
- Desenvolupament de sancions acceptades (premi i càstig) per respectar o vulnerar les normes

Aquesta definició aconsegueix proporcionar les eines necessàries per respondre a tres preguntes importants: com es forma un grup?, com funciona un grup? i com es descriu aquestes interaccions socials que es produeixen en el camí de formar un grup?.

### Identitat social
La identitat social és el conjunt de característiques de similitud per les quals les persones es classifiquen a si mateixes o són classificades pels altres en categories socials d'acord amb algun tret comú i particular. La identitat social no és permanent, sinó que és un procés social d'interacció, en el qual el sentiment de pertànyer a una categoria social es reforça pel sentiment de diferència respecte de les altres. En societats en què hi ha més mobilitat entre categories socials, l'individu pot redefinir la seva identitat social. En aquest cas, no és defineix un grup social en base a relacions socials cohesionades entre individus, sinó que el model d'identitat social assumeix que "la pertinença al grup psicològic té principalment una base perceptiva o cognitiva." Passem, doncs, del model de "què m'atrau?" (cohesió social) al de "qui sóc?" (identitat social). Per exemple, s'ha demostrat que el simple acte d'assignar els individus a categories explícitament aleatòries és suficient per portar-los a actuar d'una manera que afavoreixi el grup (fins i tot quan no hi ha interès individual).

### Característiques comunes dels grups
A Group Dynamics, Donelson R. Forsyth (2010) defineix diverses característiques comunes de grups que poden ajudar a definir-los. En primer lloc, hi ha la interacció social que varia molt d'un grup a un altre i inclou la comunicació verbal i la no verbal, el treball en xarxa, la formació de vincles, etcètera i en determinà dos tipus principals d'interaccions: les interaccions de relació i les interaccions de tasques. Les primeres, les interaccions de relació, són  les accions realitzades per membres del grup que influeixen en els vincles emocionals i interpersonals dins del grup, incloent-hi accions positives (suport social, consideració) i accions negatives (crítica, conflicte); mentre que les interaccions de treball són les accions realitzades pels membres del grup que pertanyen als projectes, tasques i objectius del grup. Això implica que els membres s'organitzin i utilitzin les seves habilitats i recursos per aconseguir alguna cosa.
Un altre element citat per Forsyth és que la majoria dels grups tenen una raó de ser, uns objectius. Un altre element és la dependència, fins a cert punt, d'altres persones, en els resultats, les accions, els pensaments, els sentiments i les experiències. Alguns grups són més interdependents que d'altres. Per exemple, un equip esportiu tindria un nivell relativament alt d'interdependència en comparació amb un grup de persones que veuen una pel·lícula al cinema. A més, la interdependència pot ser mútua (que flueix d'anada i tornada entre els membres) o ser més unilateral. També l'estructura del grup és una part molt important: les persones han de complir les expectatives dins dels grups i complir els seus rols; en cas contrari, poden no acceptar el grup o no ser acceptats per altres membres del grup. Finalment, un grup és més gran que la suma de les seves parts individuals: quan la gent parla de grups, parla del grup en el seu conjunt, o d'una entitat, en lloc de parlar-ne en termes d'individus.

## Tipus de grups

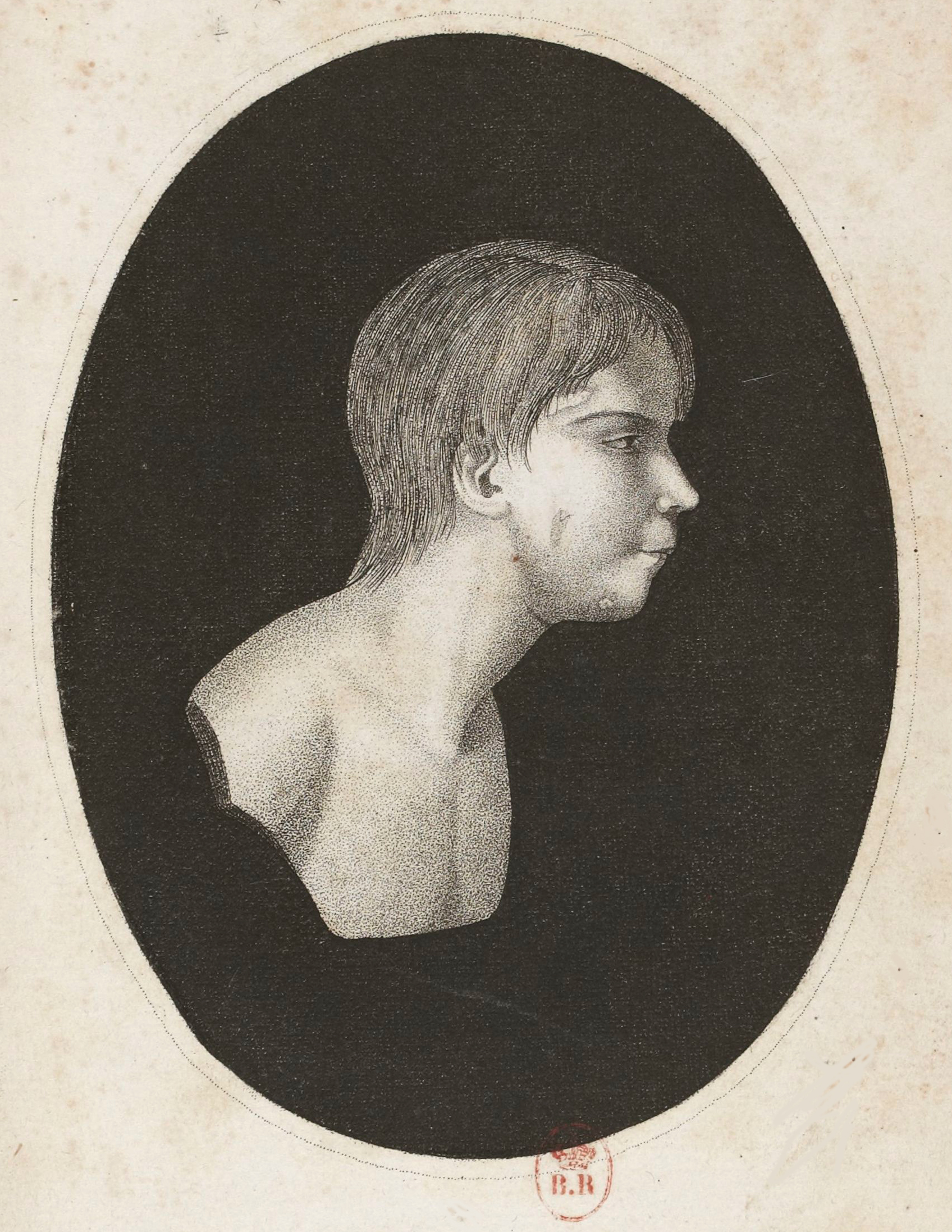
La pel·lícula L'infant salvatge (L’enfant sauvage) mostra com els éssers humans necessitem la presència dels altres per desenvolupar-nos com a persones. Amb tot, el protagonista comprova que les habilitats per esdevenir un ésser social van en detriment de la seva capacitat per continuar vivint lliure i en estat salvatge..

Els grups es poden classificar de maneres diferents d’acord amb el criteri que fem servir. Podem utilitzar: segons el tipus de relació afectiva entre els membres del grup (grups primaris i secundaris); segons la vinculació al grup per part dels membres (grup de referència i grup de pertinença) i segons la naturalesa de la constitució del grup (grups formals i informals).

### Grups primaris i secundaris
Charles Horton Cooley va dividir els grups en primaris i secundaris:
- Els grups primaris són aquells on la implicació personal és màxima i sol tenir més durada, per això acostuma a identificar-se amb la família, mentre que la resta de grups en la vida d'una persona són secundaris (a vegades, però, un grup secundari com la colla d'amics o la banda pot acabar substituint el grup primari de referència).
- Els grups secundaris es divideixen en la colla (grup unit per llaços d'amistat i membres d'una edat i interessos similars), un club (quan cal inscripció formal al grup, incloent-hi els fòrums d'Internet i similars), comunitat (grup marcat per la residència propera i compartir serveis), banda, equip (grup que sorgeix per compartir un objectiu).

Qualsevol grup té un moment de formació, un de màxima unió, possibles conflictes i dissolució (encara que sigui per la mort dels seus membres). En aquest procés poden donar-se períodes que alternin més o menys proximitat entre els integrants i canvis de rols, tot i que els papers base i les normes acostumen a mantenir una certa estabilitat.
L'endogrup fa referència a tot allò pertanyent al propi grup social. En anàlisi de xarxes socials o psicologia dels grups es pot referir a relacions i interaccions amb membres del propi grup. Endogrupal és sinònim d'intragrupal, i el seu oposat és exogrupal.

### Grups de referència i de pertinença
Un grup de referència és un grup que un individu pren com a model, sense formar-ne part, i que l'influeix, amb les seves normes i pautes, en la seva actitud, conducta i creences.  Més simplement, com explica Thompson i Hickey (2005), aquests grups són els que "les persones es refereixen a quan avaluen les seves qualitats, circumstàncies, actituds, valors i comportaments. Els grups de referència proporcionen els punts de referència i el contrast necessaris per a la comparació i avaluació de les característiques grupals i personals. Robert K. Merton hipotetitzà que els individus es comparen amb grups de referència de persones que ocupen el paper social al qual l'individu aspira.
En canvi un grup de pertinença és un grup del qual l'individu forma part directament en un determinat moment de la seva vida. En el grup de pertinença habitualment els éssers humans exerceixen un paper. N'hi ha molts de grups de pertinença: la família, l’escola, el barri, el grup de treball, etc. Els comportaments, actituds, valors i formes de veure el món dels individus mantenen un paral·lelisme amb els valors i normes propis dels grups als quals pertanyen.

### Grups formals i informals
Els grups formals són grups que s'han format deliberadament. Tenen unes normes fixes i estan associats normalment a una organització que s'imposa sobre els fins individuals. Les persones que conformen aquest grup es reuneixen o conviuen per tal d’aconseguir un objectiu comú. Seria el cas dels grups d’acció social (ONG's). En canvi, els grups informals són grups que es formen espontàniament i que es constitueixen sobre la base d’eleccions personals, per simpatia o atractiu. Per exemple, els companys de feina o la colla.
Entre 1927 i 1932, els estudis psicològics d'Elton Mayo a la Western Electric van mostrar la importància dels factors socials per a la comprensió de la conducta organitzativa. L’organització científica del treball taylorista basava l’augment de la productivitat en un disseny racional de la producció i en l’establiment d’un adequat sistema d’incentius. No obstant això, Elton Mayo i els seus col·laboradors van demostrar que l’augment de la productivitat depenia només en part dels factors retribuïdors, ambientals i tècnics; segons els seus estudis cal incloure els factors psicosocials de la motivació.

## Salut
Els grups socials amb els quals es relacionen les persones en el lloc de treball afecten directament la seva salut. No importa on es treballi o quina sigui l'ocupació, tenir un sentit de pertinença en un grup de companys és clau per a l'èxit general.
En bona part, és responsabilitat del líder del grup (gerent, supervisor, etc.). Si aquest ajuda a que tots tinguin un sentit de pertinença dins del grup, pot augmentar la moral i la productivitat. Segons el Dr. Niklas Steffens "La identificació social contribueix tant a la salut psicològica com a la fisiològica, però els beneficis per a la salut són més fortes per a la salut psicològica".
Les persones tenen relacions socials que poden poden afectar la salut. Per exemple, les relacions socials poca durada o qualitat s'han relacionat amb qüestions com: el desenvolupament de malalties cardiovasculars, infart de miocardi recurrent, ateroesclerosi, hipertensió arterial, càncer i retard en la recuperació d'un càncer o curació més lenta de les ferides. També afecta els biomarcadors inflamatoris i deteriorament de la funció immune, així com factors associats a resultats adversos per a la salut i la mortalitat. El matrimoni, com a relació social, és la més estudiada de totes: la història marital al llarg de la vida pot provocar resultats sobre la salut com ara pel que fa a malalties cardiovasculars o cròniques, limitacions de mobilitat, símptomes depressius... El grup social també exerceix un paper important en la superació de l'abús de drogues, alcohol o altres substàncies. En aquesta mena de problemes, el grup d'amics, la colla, exerceix un paper important. També el grup social d'una persona també pot ajudar-la a bregar amb l'ansietat del món laboral.
Alguns problemes de salut també poden originar-se per la incertesa sobre el lloc que ocupen les persones entre els seus col·legues. S'ha demostrat que estar ben connectat socialment té un impacte significatiu en l'envelliment. Segons un estudi dut a terme al llarg de 10 anys  el suport, l'amor i la cura que sentim a través de les nostres relacions socials poden ajudar a contrarestar alguns dels aspectes negatius de l'envelliment relacionats amb la salut. Les persones grans més actives en els cercles socials tendien a disposar de millor salut.
En resum, la ciència ha relacionat el fet de mantenir una vida social més activa amb la disminució de les taxes de discapacitat i mortalitat, així com amb un menor risc de patir depressió i millorar les capacitats cognitives. Hi ha certs vincles socials (amistats properes, llaços familiars forts o a una relació de parella satisfactòria) que influeixen molt positivament en el benestar i la salut mental. Cultivar les relacions amb altres persones i evitar l'aïllament social en qualsevol etapa de la vida aporta enormes beneficis cognitius. Això és així perquè el manteniment de les relacions socials està inherentment lligat a l'ús del llenguatge, de la memòria, de la capacitat de planificació, l'empatia, etc.

## Pensament de grup
Per tal de mantenir viu el grup, s'intenta arribar a un pensament comú sobre com han de funcionar els seus membres i sobre la visió de la vida afectada pels nexes d'unió. Aquest pensament pot anul·lar o menystenir les idees individuals, vistes com un atac potencial al grup. És el primer pas per al pensament únic o la rentada de cervell (propi d'una secta, per exemple), extrems nocius d'aquesta tendència natural a l'agrupament i a evitar el conflicte potencial.
Les característiques del pensament de grup són:
- creença en la bondat i infal·libilitat del pensament de grup
- tendència a l'estereotip
- membres del grup que intenten llimar l'heterodòxia
- autocensura per part dels seus membres
- evitació d'alternatives